# Salvadorina waigiuensis
El ánade papúa, ánade de Papúa o pato de Salvadori  (Salvadorina waigiuensis) es una especie de ave anseriforme de la familia Anatidae endémica de Nueva Guinea. Es la única especie del género Salvadorina. Su nombre científico conmemora al naturalista italiano Tommaso Salvadori. Pertenece a la subfamilia Tadorninae, la cual también aloja al pato de torrente y al pato azul.
Su cabeza y cuello son de color pardo oscuro, y sus partes superiores están listadas en pardo oscuro sobre el mismo fondo blanco que se extiende por las inferiores. Sus patas son anaranjadas y su pico amarillo.
Es un habitante esquivo de los arroyos de corrientes rápidas de montaña y lagos alpinos entre 500 y 3.700 m de altitud. Es una de las únicas cuatro especies de patos adaptadas a vivir en ríos con corrientes fuertes, las otras son el pato de torrente, el pato azul y el pato arlequín. Es omnívoro. Ubica su nido cerca del agua, y pone de 2 a 4 huevos en la estación seca.  El ánade papúa es la única especie de pato endémica de la isla de Nueva Guinea. Está considerada una especie vulnerable, y su población total estaría declinando lentamente.